# Hubertus Schlenke

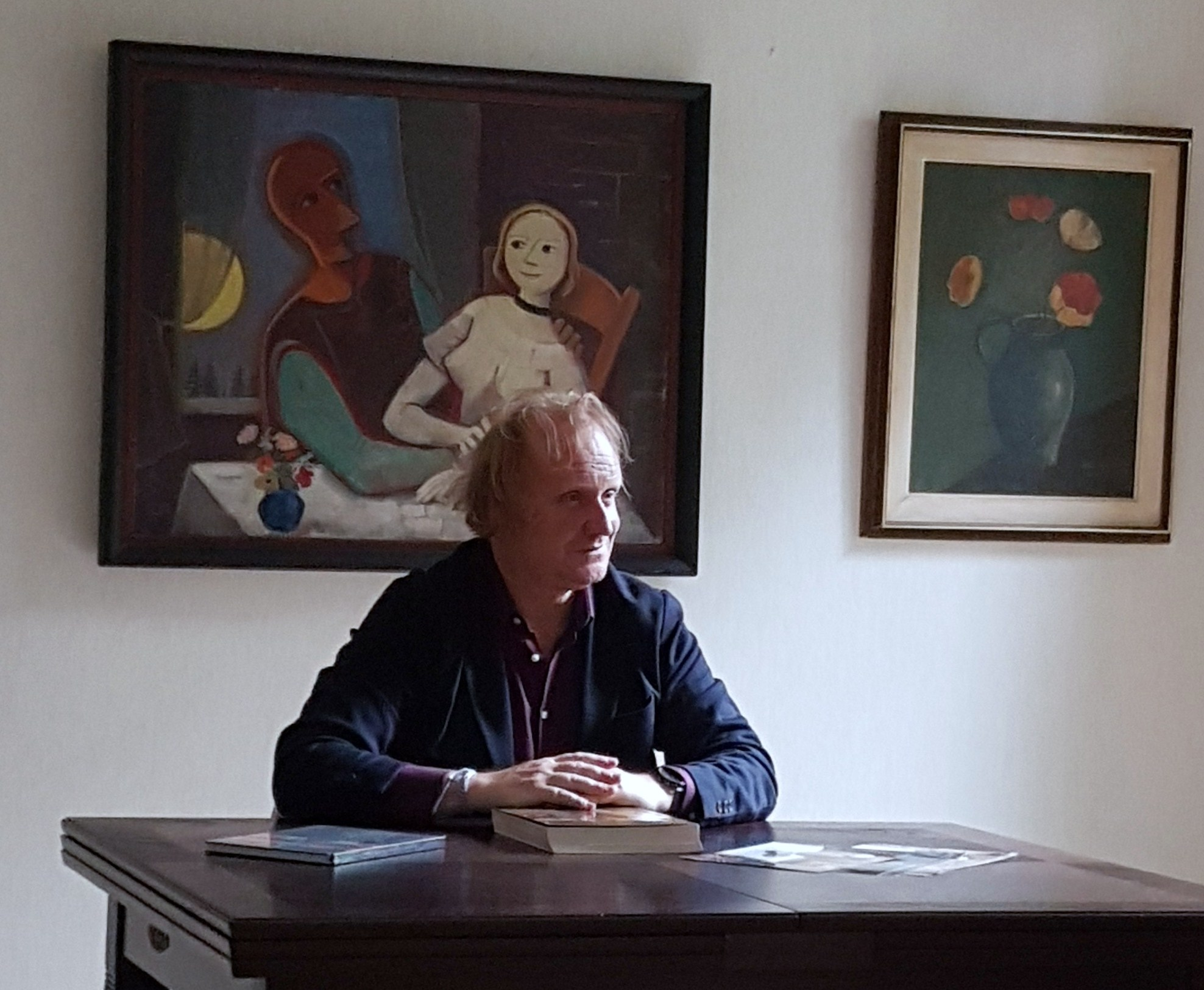
Hubertus Schlenke, 2021

Hubertus Schlenke (* 25. September 1969 in Gronau (Westfalen)) ist ein deutscher Kunsthistoriker und Kunstsachverständiger.

## Leben
Hubertus Schlenke wurde im westfälischen Gronau, nahe der niederländischen Grenze, geboren. Sein Vater, der Notar Hubert Schlenke (1932–2014), hatte den jüdischen Künstler Felix Nussbaum (1904–1944) Ende der 1970er Jahre wiederentdeckt und sammelte seine Werke. Seine Mutter, Irmgard Schlenke (1936–2024), war Stifterin des Felix-Nussbaum-Hauses (MQ 4) in Osnabrück.
Hubertus Schlenke studierte schließlich Kunstgeschichte, Philosophie und Musikwissenschaften an der Universität Freiburg im Breisgau, an der Humboldt-Universität zu Berlin, an der Universität in Wien und an der Freien Universität Berlin. Seine Lehrer waren Friedrich Teja Bach und Horst Bredekamp. 1997 wurde er an der Freien Universität Berlin bei Werner Busch mit der Dissertation Vermeer mit Spinoza gesehen zum Dr. phil. promoviert.
Nach freier Mitarbeit in einer Düsseldorfer Galerie und einem Volontariat bei einer Stiftung in Hannover war Schlenke von 1998 bis 2000 als wissenschaftlicher Mitarbeiter am Wilhelm Lehmbruck Museum in Duisburg tätig. Seit 2001 arbeitet er freiberuflich als öffentlich bestellter und vereidigter Sachverständiger für Malerei und Plastik der Klassischen Moderne für die Industrie- und Handelskammer zu Köln. Er engagiert sich heute verstärkt, insbesondere durch seine wissenschaftliche Mitarbeit zu Felix Nussbaum, im Vorstand der Felix Nussbaum Foundation.

## Publikationen (Auswahl)

### Monographien
- Vermeer, mit Spinoza gesehen. Gebr. Mann, Berlin 1998, ISBN 978-3-7861-2273-9 (zugleich Dissertation, Freie Universität Berlin, 1997)
- Hubertus Schlenke: Der Triumph des Todes. Ein künstlerisches Vermächtnis aus jüdischer Perspektive., Seiten 138-147, in Danse Macabre - Totentanz, Herausgeber Stadt Osnabrück, Osnabrück 2017, ISBN 978-3-7356-0331-9

### Kataloge und Beiträge in Sammelwerken
- mit Christoph Brockhaus, Cornelia Brüninghaus-Knubel: Architektonische Skulptur im 20. Jahrhundert. Wilhelm Lehmbruck Museum, Duisburg 1999, ISBN 3-89279-550-9.
- mit Christoph Brockhaus, Gottlieb Leinz: Bruce Nauman: Werke aus belgischen, deutschen und niederländischen Sammlungen. Wilhelm Lehmbruck Museum, Duisburg 2000, ISBN 3-89279-559-2.
- Emy Roeder: Skulpturen [Werke von 1927 bis 1966]. Galerie Schönewald und Beuse, Krefeld 2000.
- Beitrag in: Christoph Brockhaus (Hrsg.): Wilhelm Lehmbruck Museum. Prestel, München/London/New York 2000, ISBN 3-7913-2111-0.
- Unterwegs als Kunstsachverständiger. In: ArtInvestor. Handbuch für Kunst und Investment. Hrsg. von Lothar Pues, Edgar Quadt. Rissa, München 2002, ISBN 3-932114-74-4.
- Die Geschichte und ihre Bilder. In: Felix Nussbaum im Spiegel seiner Zeit. Mit Werken aus der Sammlung Schlenke (zur Ausstellung in Schloss Cappenberg, 21. Oktober 2012 – 7. April 2013). Kettler, Bönen 2012, ISBN 978-3-86206-207-2.
- Beitrag in: Felix Nussbaum: Art defamed, Art in Exile, Art in Resistance, 0-87951-789-1Woodstock New York 1990, ISBN 0-87951-789-1, S. 458–459.
- Im Angesicht des Bösen, Felix Nussbaum, Stillleben mit schwarzer Katze, In: Kunst im Widerstreit, (zur Ausstellung im Kunstmuseum Ahlen, 4. Juli – 24. Oktober 2010), Ahlen 2010.
- La piccola Arnthal, in: Rudolf Levy, L`opera e l`esilio, Le Gallerie degli Uffizi, Firenze, Mailand 2023, S. 90.
- Emy Roeder, in: Maestras, Museum Thyssen-Bornemisza, Madrid 2023, S. 170 und S. 192.